# 히카루 (2004년)
히카루(본명: 에자키 히카루, 일본어: 江崎ひかる, 2004년 3월 12일 ~ )는 걸스플래닛999:소녀대전에서 7위로 데뷔한 다국적 프로젝트 걸그룹 케플러의 멤버이다.